# Good Luck Charm
"Good Luck Charm" is een nummer van Elvis Presley uit 1962.
Het nummer is geschreven door Aaron Schroeder en Wally Gold en opgenomen in Nashville, Tennessee op 15 oktober 1961. Presley werd vocaal bijgestaan door Gordon Stoker, zanger van The Jordanaires.
Het nummer werd op 27 februari 1962 op single uitgebracht. Het bereikte de eerste plek in de Amerikaanse en Britse hitlijst. De single kreeg op 27 maart 1992 door de RIAA de platina status toegekend. Een heruitgave uit 2005 bereikte de tweede plek in de Britse hitlijst.
Elvis' Golden Records Volume 3, uitgebracht in september 1963, is het eerste album waar het nummer op is opgenomen. Sindsdien is het op meerdere andere verzamelalbums verschenen. Het nummer is ook opgenomen en uitgebracht door The Marvelettes, Art Garfunkel, Johnny O'Keefe, Lawrence Welk en Helmut Lotti.
Naast Presley, op zang en gitaar, speelden de volgende muzikanten mee op het nummer: 
- Jerry Kennedy, gitaar
- Scotty Moore, gitaar
- Bob Moore, bas.
- Buddy Harman, drums
- DJ Fontana, drums
- Floyd Cramer, piano en orgel
- Boots Randolph, saxofoon
- Gordon Stoker, accordeon
- Millie Kirkham, achtergrondzang
- De Jordanaires, achtergrondzang

## NPO Radio 2 Top 2000
| Nummer met noteringen in de NPO Radio 2 Top 2000 | '00  | '01  | '02 | '03  | '04  | '05  |
| ------------------------------------------------ | ---- | ---- | --- | ---- | ---- | ---- |
| Good Luck Charm                                  | 1493 | 1589 | -   | 1540 | 1865 | 1370 |

1. ↑  Een '-' betekent dat het nummer niet was genoteerd en een vetgedrukt getal geeft de hoogste notering aan.
2. ↑  2000 was het eerste jaar met een notering voor dit nummer.
3. ↑  Deze tabel is bijgewerkt tot en met de laatste editie (2024).